# Loulia Sheppard
Loulia „Lou“ Sheppard ist eine Maskenbildnerin.

## Leben
Sheppard begann ihre Karriere im Filmstab 2000 beim französisch-britischen Filmdrama In stürmischen Zeiten von Regisseurin Sally Potter. Es folgten große Spielfilmproduktionen wie Gosford Park und Harry Potter und die Kammer des Schreckens. Sie arbeitete unter so renommierten Regisseuren wie Robert Altman, Oliver Parker, Kenneth Branagh und Robert Zemeckis. Mit Stephen Frears arbeitete sie mehrfach, unter anderem an Gosford Park und Florence Foster Jenkins. 2018 war sie für Stephen Frears Filmbiografie Victoria & Abdul zusammen mit Daniel Phillips für den Oscar in der Kategorie Bestes Make-up und beste Frisuren nominiert.
Sheppard war neben ihren Filmengagements auch für das Fernsehen tätig, darunter die Miniserien Monkey King – Ein Krieger zwischen den Welten, John Adams – Freiheit für Amerika und Die Säulen der Erde. Für alle drei war sie jeweils für einen Primetime Emmy nominiert, konnte den Preis jedoch nicht gewinnen.
2018 wurde sie in die Academy of Motion Picture Arts and Sciences berufen, die jährlich die Oscars vergibt.

## Filmografie (Auswahl)
- 2000: In stürmischen Zeiten (The Man Who Cried)
- 2001: Gosford Park
- 2002: Harry Potter und die Kammer des Schreckens (Harry Potter and the Chamber of Secrets)
- 2002: Die vier Federn (The Four Feathers)
- 2004: Das Phantom der Oper (The Phantom of the Opera)
- 2006: Ask the Dust
- 2007: La vie en rose (La Môme)
- 2008: Die Herzogin (The Duchess)
- 2009: Das Bildnis des Dorian Gray (Dorian Gray)
- 2010: The King’s Speech
- 2011: Jane Eyre
- 2014: Guardians of the Galaxy
- 2015: Avengers: Age of Ultron
- 2016: Florence Foster Jenkins
- 2017: Victoria & Abdul
- 2018: Phantastische Tierwesen: Grindelwalds Verbrechen (Fantastic Beasts: The Crimes of Grindelwald)
- 2020: Die fantastische Reise des Dr. Dolittle (Dolittle)
- 2021: Eternals

## Auszeichnungen (Auswahl)
- 2018: Oscar-Nominierung in der Kategorie Bestes Make-up und beste Frisuren für Victoria & Abdul